# Pacte avec le Diable
Pour les articles homonymes, voir Pacte avec le Diable (homonymie).

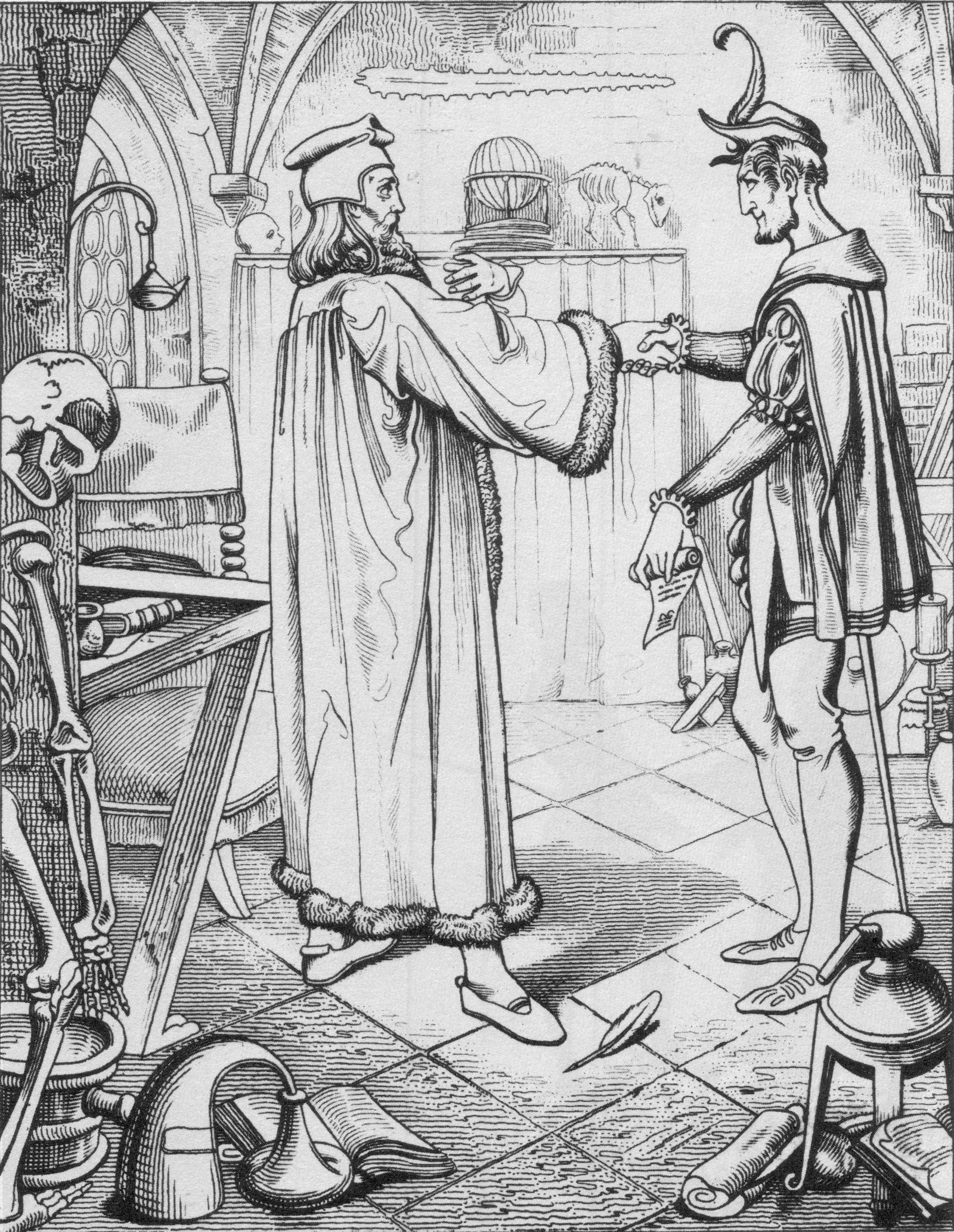
Faust et Méphistophélès, gravure d'Adolf Gnauth d'après un dessin de Julius Nisle, vers 1840, d'après l'œuvre de Goethe.

Le pacte avec le diable est un thème récurrent des réflexions humaines et de la littérature, en particulier romantique, fantastique et gothique, illustré par la légende de Faust et la figure de Méphistophélès. Ses origines se trouvent dans l'hagiographie grecque de la période protobyzantine (IVe – VIIe siècle), qui transmit le thème à l'Occident médiéval.
Selon la croyance traditionnelle en matière de sorcellerie, le pacte est noué entre une personne et Satan (ou un moindre démon). La personne offre son âme en échange de faveurs qui varient selon les contes, mais tendent à inclure la jeunesse (parfois éternelle), la connaissance, la richesse, la renommée ou le pouvoir.
Par l'entremise d'une magie quelconque (accord avec le diable, découverte d'un talisman, etc.), un individu peut obtenir facilement le bonheur — ou du moins ce qui peut le représenter à ses yeux — contre une aliénation désastreuse dont il ne perçoit pas a priori l'importance : la propriété de son âme. Le pacte conduit son signataire à un état de servitude et met fin à son libre arbitre. Certaines variantes comme celle de Faust voient plutôt le pacte comme un contrat de vente à terme limité par le décès, tandis que d'autres imaginent plutôt une exécution immédiate, la personne étant privée de son âme de son vivant.

## Historique

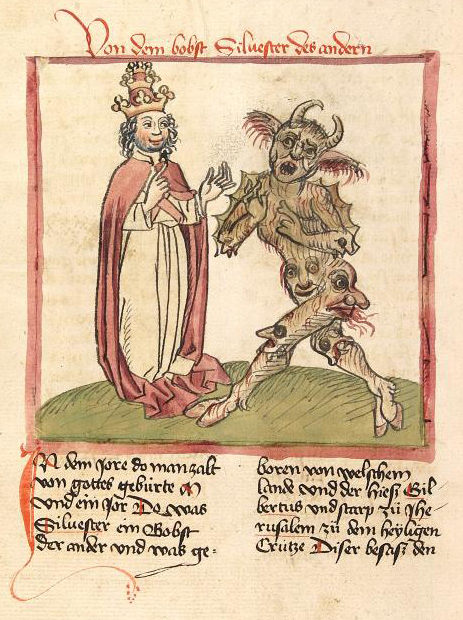
Le pape Sylvestre II et le diable représentés dans une enluminure ornant un manuscrit de la chronique historique Chronicon pontificum et imperatorum de Martin d'Opava, vers 1460.

Selon l'Évangile de Luc (4, 1-13), Jésus se retire au désert pendant quarante jours, durant lesquels il est tenté par le démon ; il ne cède pas à la tentation. Dans le prolongement de cet acte, dès le Ve siècle, saint Augustin suppose que la magie implique un pacte avec le démon : 
« Tout usage superstitieux suppose le commerce avec les démons. Toutes ces superstitions n'ont d'efficacité qu'autant que l'homme y met sa confiance, et que par ce langage muet il s'associe avec les démons. Et pourtant que renferment-elles, sinon des curiosités qui empoisonnent, des inquiétudes qui tourmentent, et une servitude qui conduit à la mort?  »
Deux légendes hagiographiques byzantines traitent le thème du pacte avec le diable : l'histoire du serviteur de Protérius (BHG 253) contée par Helladius et incluse dans la Vie de saint Basile du pseudo-Amphiloque d'Iconium
(VIe siècle ?), et la Pénitence de Théophile, dont la version longue (BHG 1320-1321) a pour auteur un certain Eutychianos d'Adana (milieu du VIIe siècle ?).
Le Récit d'Helladius de la Vie de saint Basile raconte comment
le serviteur du noble Protérius tomba amoureux de la fille de son maître et, pour la séduire, eut recours à un démon, lequel lui fit signer un pacte où il reniait le Christ. L'envoûtement faillit réussir, mais la vierge parvint à se ressaisir et courut se réfugier auprès du saint évêque Basile. Celui-ci parvient à vaincre le démon et à exorciser le serviteur. Il récupère et déchire le contrat diabolique ; le serviteur fait pénitence et la jeune fille devient religieuse.
La Vie de saint Basile du pseudo-Amphiloque fut traduite en latin, notamment, vers la fin du IXe siècle, par Anastase le Bibliothécaire (BHL 1022), qui popularisa ainsi en Occident l'histoire du serviteur de Protérius.
La Pénitence de Théophile a pour héros le clerc Théophile, économe de l'église  d'Adana. Victime de calomnies, celui-ci est révoqué par l'évêque. Plein d'amertume, il s'adresse à un Juif, qui le met alors en rapport avec « son maître » Satan. Le diable persuade Théophile d'écrire et signer un document où il renie le Christ et la Vierge Marie. Mais le renégat, ne tardant pas à être saisi de remords, prie et implore la Vierge Marie. Celle-ci obtient de son Fils qu'il pardonne à l'intendant. À son réveil, Théophile découvre, posé sur sa poitrine, le document maudit. Il va trouver l'évêque et lui raconte tout. L'évêque prononce devant ses ouailles un sermon où il révèle l'édifiante aventure, et il brûle, sous les yeux de tous, le pacte infernal. Théophile fait pénitence et bientôt rend pieusement son âme au Seigneur, après avoir légué tous ses biens à l'Église.
Traduite en latin, la Pénitence de Théophile inspira Gautier de Coincy (premier tiers du 
XIIIe siècle) dans ses Miracles de Notre Dame, puis fut à l'origine, vers 1260, du 
Miracle de Théophile, conté par le trouvère Rutebeuf.
Au début du XVe siècle, apparaît la croyance, chez Alexandre V, puis certains inquisiteurs[réf. nécessaire], mais aussi chez certains juges laïcs, en l'existence d'une véritable secte de sorciers (et surtout de sorcières) ayant conclu un pacte avec le diable et participant à un complot contre la chrétienté. À partir de 1435-1440, le nombre des procès se multiplie et la « sorcellerie populaire » passe au premier plan[réf. nécessaire]. C'est alors que se fixe le stéréotype de la sorcière de l'époque moderne, qui superpose à la tradition des sortilèges, empoisonnements et incantations le pacte explicite avec le diable, le voyage nocturne au sabbat et l'hommage rendu à Satan durant cette cérémonie. Les personnes accusées d'un tel pacte sont alors brulées vives
Jean Wier, en 1564, dans son De praestigiis daemonum et incantationibus ac veneficiis, examine la notion de pacte avec le diable pour la rejeter comme imaginaire, bien qu'il admette la magie diabolique (magia infamis en latin).
Dans un écrit anonyme, Historia von Johann Fausten (Histoire de Johann Faust), publié à Francfort-sur-le-Main en 1587 par l'éditeur Johann Spies, Faust, arrivé au terme de son existence, contracte un pacte avec le diable (qui prend plus tard le nom de Méphistophélès), en échange d'une seconde vie.
Le jésuite Delrio, au livre II de ses Disquisitiones magicae (Enquêtes sur la magie), en 1599-1600, soutient que toutes les opérations magiques relèvent d'un pacte avec le diable qui imprime sa marque sur le corps du sorcier ou de la sorcière.
Une des premières attestations figurées du thème (et peut-être la première) se trouve dans la chapelle de Molsheim, que les Jésuites firent orner de peintures représentant des miracles survenus en 1613 par l'intermédiaire d'Ignace de Loyola, dont le procès de béatification était en cours. Ces peintures montrent une cigogne rapportant dans son bec, à la suite de l'intercession d'Ignace de Loyola, un pacte avec le diable qu'un étudiant avait malencontreusement signé auparavant de son sang. Malheureusement, ces peintures, et le traitement favorable qu'elles laissaient supposer en faveur de l'étudiant signataire du  contrat, incitèrent des élèves du collège de Jésuites de Molsheim à « avouer » avoir contracté, eux aussi, des pactes avec le diable ; on leur intenta un procès de sorcellerie et ils furent brûlés. Les procès de sorcellerie à Molsheim, parmi les plus intenses d'Alsace, se caractérisent par le nombre important d'enfants parmi les victimes.

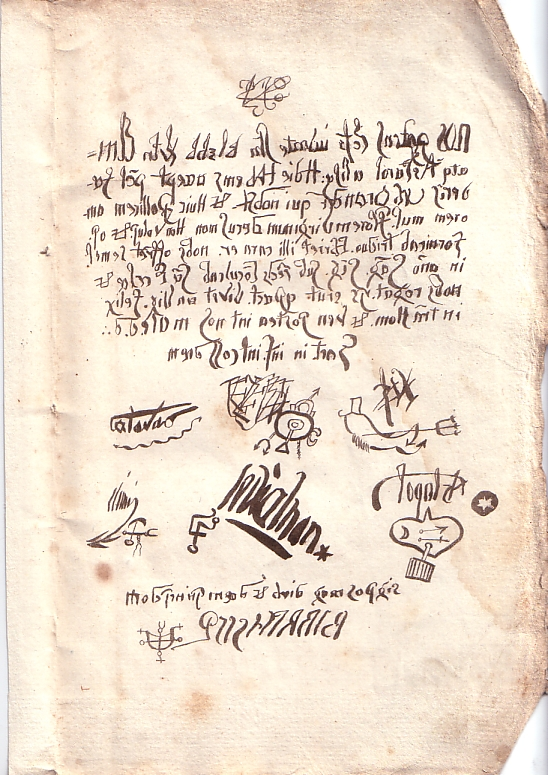
Pacte avec le diable supposé, signé par Urbain Grandier.

En 1632, dans l'affaire Urbain Grandier, concernant les religieuses du couvent des Ursulines de Loudun, le prêtre de ce nom fut accusé de pacte avec le diable, avec les signes sur son corps (cicatrice sur le pouce de sa main droite, points indolores). Il fut brûlé vif en 1634.
Voici un exemple de pacte avec le diable écrit vers 1700 par un caporal norvégien, Jeremias Jeremiasson : « Je t'adore, mon seigneur et dieu Satan, et je veux t'être dévoué et fidèle, et je te donne mon âme et mon corps si tu veux me donner trois cents thalers, et la huitième année, lorsqu'elle sera accomplie, tu pourras m'emmener. Je désire donc que tu m'écrives et répondes d'ici demain et je me remettrai en ton pouvoir ».

Le seul grimoire détaillant le pacte avec le diable est, semble-t-il, 
« Le véritable Dragon rouge, où il est traité de l'art de commander les esprits infernaux, aériens et terrestres, faire apparaître les morts, lire dans les astres, découvrir les trésors, sources minières, etc.. »
 D'après Éliphas Lévi, ce grimoire contiendrait les clefs de la magie noire.

## Sens métaphorique
« Vendre son âme au diable » : passer outre une grande valeur morale en échange d'une contrepartie financière ou matérielle importante.